# Netjerkarê
Netjerkarê est un ancien souverain égyptien soit de la fin de l'Ancien Empire soit du début de la Première Période intermédiaire et est placé soit comme premier souverain de la VIIe dynastie, soit comme l'un des derniers membres de la VIe dynastie. En tant que tel, le siège du pouvoir de Netjerkarê était Memphis et il ne détenait probablement pas le pouvoir sur toute l'Égypte.

## Attestations

### Attestations contemporaines
Le nom de Nesout-bity Netjerkarê est attesté sur un seul outil en cuivre de provenance inconnue et maintenant au British Museum,.

### Nouvel Empire
Netjerkarê est présent dans deux listes royales datées du Nouvel Empire. La première liste est la liste d'Abydos dans laquelle le roi est cité à la 40e position sous le nom de Netjerkarê. La seconde liste est le Canon royal de Turin dans lequel le roi est cité à la position 5.7 sous le nom de Neitiquerty Siptah,.

## Identification avecNitocris
Dans ses Histoires, l'historien grec Hérodote rapporte une légende selon laquelle une reine égyptienne nommée Nitocris a vengé le meurtre de son frère et mari. Elle a détourné le Nil pour noyer tous les meurtriers au cours d'un banquet où elle les avait rassemblés. Cette histoire est également racontée par le prêtre égyptien Manéthon, qui a écrit une histoire de l'Égypte appelée Ægyptiaca au IIIe siècle avant notre ère. Manéthon écrivit de Nitocris qu'elle était ... plus courageuse que tous les hommes de son temps, la plus belle de toutes les femmes, à la peau claire et aux joues rouges. Manéthon va plus loin et lui attribue la construction de la pyramide de Mykérinos : Par elle, dit-on, la troisième pyramide fut élevée, à l'aspect d'une montagne. Bien que le roi assassiné ne soit pas nommé par Hérodote, Nitocris suit immédiatement Mérenrê II dans l'Ægyptiaca de Manéthon et il est donc souvent identifié comme ce roi. Puisque le roi suivant Mérenrê II dans la liste royale d'Abydos est Netjerkarê, l'égyptologue allemand Ludwig Stern a proposé en 1883 que Netjerkarê et Nitocris soient la même personne,.
L'égyptologue danois Kim Ryholt a confirmé l'hypothèse de Stern dans une étude récente sur le sujet. Ryholt soutient que le nom Nitocris est le résultat d'une confusion et d'une déformation du nom Netjerkarê. Confirmant cette analyse, le Canon royal de Turin, une autre liste royale rédigée au début de la période Ramesside, cite un Neitiquerty Siptah à une position incertaine. Les analyses microscopiques de Ryholt des fibres du papyrus suggèrent que le fragment où ce nom apparaît appartient à la fin de la VIe dynastie, immédiatement après Mérenrê II. Puisque dans la liste royale d'Abydos, Netjerkarê est placé à l'endroit équivalent que Neitiquerty Siptah détient sur le Canon royal de Turin, les deux sont à identifier. De plus, le nom Siptah est masculin, indiquant que Nitocris était en fait un roi et nom une reine. Le nom Nitocris provient probablement du prénom Neitiquerty, qui lui-même provient d'une corruption de Netjerkarê.